# 中村隆 (工学者)
中村 隆（なかむら たかし、1952年 - ）は日本の学者。名古屋工業大学教授、副学長。

## 来歴

### 生い立ち
名古屋工業大学生産機械工学科卒業（1975年）。同大学院名古屋工業大学大学院工学研究科機械工学専攻修士課程修了（1977年）。名古屋大学大学院工学研究科機械工学及び機械工学第二専攻博士課程（後期課程）単位取得満期退学（1980年）。

### 工学者として
名古屋大学工学部助手（1980年）。
名古屋大学工学博士（1982年）。論文の題は 「回転切削加工の研究」。名古屋工業大学工学部講師（1983年）。名古屋工業大学工学部助教授（1987年）。名古屋工業大学工学部教授（2000年）。名古屋工業大学大学院工学研究科教授（2003年）。国立大学法人名古屋工業大学学長補佐（2008年）。国立大学法人名古屋工業大学副学長（2010年）。日本機械学会評議員（2010年）。マザック財団理事（2011年）。精密工学会東海支部支部長（2011年）。電気加工学会会長（2012年）。日本トライボロジー学会会長（2017年）。